# سوني باركر (لاعب اتحاد الرغبي)
سوني باركر (بالإنجليزية: Sonny Parker)‏ هو لاعب اتحاد الرغبي نيوزيلندي، ولد في 27 أغسطس 1977 في ثمز ‏ في نيوزيلندا.

## وصلات خارجية
- سوني باركر عل موقع إسبنسكروم (الإنجليزية)
- سوني باركر على موقع ItsRugby.co.uk (الإنجليزية)